# Aticarta
Aticarta S.p.A. era una azienda italiana che operava nel settore cartario e cartotecnico, ovvero l'imballaggio di alimenti, cosmetici e prodotti da fumo attraverso cartoncino per imballaggi e la produzione e vendita di [carta] monolucida.

## Storia
Aticarta viene creata nel 1927 da Azienda Tabacchi Italiani S.p.A. per la produzione di carte di sigarette, filtri e per l'imballaggio delle stesse.
Aticarta ha sede a Verona e due stabilimenti, uno a Pompei e uno a Rovereto.
Ceduta nel 2001 da Ente Tabacchi Italiani a Europoligrafico S.p.A. per 23.2 milioni di euro, lo stabilimento di Rovereto viene scorporato da Aticarta e organizzato in Ati Packaging S.r.l. controllata al 100% da Aticarta.
Aticarta nel 2005 viene ceduta per 3 milioni di euro a Colleoni S.A. che nel 2009 la vende a Coopsette. Nel 2012 la cooperativa ha costruito il centro commerciale LA CARTIERA all'interno dell'ex stabilimento di Pompei.
Ati Packaging invece continua la sua produzione sempre inquadrata nel gruppo Europoligrafico.